# 山下治 (画家)
山下 治（やました おさむ、1928年 - 1995年3月17日）は、日本の洋画家。

## 概要
- 1977年 スイス美術賞展大賞、大衆賞、至ジュネーブ
- 1978年 イタリア美術賞賞展優秀賞、大衆賞、至ヴェニス 他多数
- 1995年三重、1996年東京で追悼演奏会

## 生涯
- 1928年、三重県に生まれる。
- 1965年より、新象作家協会運営委員を務める。
- 1977年、スイス美術賞展大賞、大衆賞受賞(ジュネーブ)
- 1978年、イタリア美術賞展優秀賞、大衆賞受賞(ヴェニス)
- 1979年、ギリシャ美術賞展(アテネ)
- 1979年、アジア芸術祭招待出品(香港)
- 1980年
  - スペイン美術賞展招待(バルセロナ)
  - 第一回海外個展ラヴァニァン画廊(ヴェニス)
  - チェキ画廊(ジュネーブ)
- 1981年
  - 第十五回モナコ国際グランプリ展(モンテカルロ)
  - 第三回フランス美術賞展日仏友好賞受賞(アンチープ)
  - 第二回沖縄個展
  - 第一回大阪大丸百貨店個展
- 1982年
  - 現代日本絵画代表作家展(キューバ)
  - カナダ美術賞展(トロント)
  - 現代日本絵画代表作家展(フランス、ルルド他)
- 1983年、スペイン美術賞展(バルセロナ)
- 1984年
  - 現代日本絵画代表作家展(フランス、サラゴサ)
  - オーストラリア美術賞展(オーストラリア、ブリスベーン)
- 1985年
  - オランダ美術賞展金賞受賞(オランダ、リムバーグ)
  - 現代日本代表作家展(タヒチ)
  - 85国際絵画パリ展(パリ)
  - 第二回大阪大丸百貨店個展
- 1986年
  - パリ国際サロン
  - '86スペイン美術賞展(セヴィリア市近代美術館、他マラガ、コルドバ、グラナダ)
  - 札幌今井百貨店個展
  - 東京銀座地球堂ギャラリー個展
- 1987年
  - '87メキシコ美術賞展
  - 東京銀座地球堂ギャラリー企画"これが絵だ"展
  - ギャルリー・えすぺーる開廊記念展ー抽象(東京・虎ノ門)
  - 第三十回記念「新象展」運営委員ー(上野・都美術館)
- 1987～1990年、第二回～第五回日中古代美術研究会ー中国旅行(洛陽・ 西安・龍門・重慶・長江三峡・泰山・成都他各地訪問)
  - ギャルリー・えすぺーるにて同上個展
- 1991年
  - 沖縄那覇市民ギャラリーにて個展(主催ー那覇市他)
  - 同時開催ーギャラリー・みやぎ
  - ギャルリー・えすぺーるにて
  - 12月「抽象絵画と即興音楽の融合により融合により創造される空間」
- 1992年3月、末期の胆管ガンと診断、余命3ヶ月と宣告される
- 1992年5月、銀座地球堂画廊にて「抽象絵画と即興音楽の融合」
- 1992年6月、上野東京都美術館「新象作家協会35周年式典」
- 1995年3月、胆管ガンにより死去 享年66歳。
- 1995年10月、三重県志摩郡阿児町鵜方ギャラリーボナールにて「追悼遺作展」、大王町登茂山にて「山下治追悼演奏会」同時開催
- 1996年3月、ギャルリー・えすぺーるにて「山下治追悼遺作展」
- 1997年11月
  - 青森 ギャラリーあるちにて「山下治遺作展」
  - なかの芸能小劇場にて「山下治追悼演奏会」
- 1999年9月、青森 ギャラリーあるちにて「山下治遺作展」